# Coming Out (film 1989)
Coming Out è un film del 1989 diretto da Heiner Carow.

## Trama
(Philipp)
Berlino Est. Philipp, giovane insegnante, fa amicizia con la sua collega Tanja, e inizia con lei una relazione. Ma un vecchio amico di Tanja, Jakob, che lei chiama affettuosamente Redford, le rivela che Philipp era stato un suo amore di gioventù. I genitori di Philipp si erano però opposti alla loro relazione, e per ringraziare Jakob di aver troncato i rapporti col loro figlio gli avevano regalato un set di compassi e una bicicletta.
Philipp, reincontrando Jakob, si ritrova in crisi, entra in un bar gay, dove si ubriaca fino a star male, e viene riportato a casa da due avventori, con uno dei quali, il giovane Matthias, fa conoscenza, e reincontrandolo davanti alla Schauspielhaus inizia una relazione anche con lui.
Philipp dovrebbe accettare il proprio orientamento sessuale, ma non ne ha la forza. La situazione esplode ad un concerto diretto da Daniel Barenboim alla Schauspielhaus, quando Matthias cercando Philipp lo trova con Tanja. Alla fine del film Philipp riesce ad accettare la propria omosessualità, nonostante le censure dell'amministrazione scolastica.

## Sfondo
- Coming Out fu il primo film a tematica omosessuale nella Repubblica Democratica Tedesca, e il primo a rappresentare la xenofobia latente nella società tedesco-orientale[1]
- il film poté essere realizzato grazie all'impegno di Heiner Carow, che insistette presso la DEFA per sette anni[2]
- il film venne proiettato per la prima volta al cinema International di Berlino Est il 9 novembre 1989, giorno della caduta del Muro; per l'ampiezza del pubblico accorso, il film fu proiettato due volte, alle 19.30 e alle 22.00. Il ricevimento ufficiale si tenne alla birreria Zum Burgfrieden[3], dove erano state girate alcune scene, vicinissimo al valico di frontiera di Bornholmer Straße, che fu il primo ad essere aperto, alle 23.29.

## Luoghi
La sequenza iniziale del film mostra un rapido viaggio dal quartiere di Mitte (Alexanderplatz) attraverso Prenzlauer Berg (Schönhauser Allee) a Pankow.
Alcune scene furono girate nei più noti luoghi di ritrovo per omosessuali di Berlino Est, come la fontana Märchenbrunnen nel Volkspark Friedrichshain o le birrerie Zum Burgfrieden (chiusa nel 2000) e Schoppenstube a Prenzlauer Berg.
La nota Charlotte von Mahlsdorf (icona transgender dell'epoca) compare in un cameo.
La scuola in cui insegna Philipp è l'attuale Carl-von-Ossietzky-Gymnasium, nel quartiere di Pankow, e i suoi colleghi sono in parte i veri insegnanti della scuola. La scelta di questa location era stata contrastata, perché un anno prima alcuni studenti di quella scuola avevano criticato apertamente le parate militari della Nationale Volksarmee, con pesanti conseguenze.
Gli interni domestici furono girati nella casa di Lothar Bisky, all'epoca direttore della scuola superiore di cinematografia di Babelsberg.

## Riconoscimenti
- 1990 - Festival di Berlino
  - Orso d'argento
  - Teddy Award nella categoria miglior film
  - Candidatura Orso d'oro
- 1990 -  Festival cinematografico nazionale della RDT
  - Nationaler Filmpreis per la categoria miglior regia a Heiner Carow
  - Nationaler Filmpreis per la categoria miglior attore protagonista a Matthias Freihof

altri premi
- Konrad-Wolf-Preis dell'Akademie der Künste di Berlino

## Colonna sonora
La colonna sonora del film non fu mai pubblicata, e anche nei titoli di coda non compare alcuna indicazione dei pezzi né degli interpreti. Può quindi essere ricostruita solo empiricamente:
- Silly – Schlohweißer Tag
- Frank Schöbel – Wie ein Stern
- Karsten Troyke – Meine Mutter ruft mich nicht
- Frank Schöbel – Gold in deinen Augen
- City – Unter der Haut
- Babylon – Dynamit
- Chris Doerk – Kariert